# Greg Ottenbreit
Greg Ottenbreit (né le 18 novembre 1963) est un homme politique provincial canadien de la Saskatchewan. Il représente la circonscription de Yorkton à titre de député du Parti saskatchewanais de 2007 à 2024.

## Biographie
Né à Regina en Saskatchewan, Ottenbreit possède et opère la Ottenbreit Waste Systems Limited avec son frère avant son entrée en politique.
Il annonce être atteint d'un cancer, diagnostiqué en janvier 2017.
Ottenbreit annonce le 29 mai 2023 ne pas se représenter lors de l'élection de 2024.